# Dolna Lešnica
Dolna Lešnica (makedonska: Долна Лешница) är en ort i Nordmakedonien. Den ligger i kommunen Želino, i den nordvästra delen av landet, 30 kilometer väster om huvudstaden Skopje. Dolna Lešnica ligger 512 meter över havet och antalet invånare är 546.